# Les U*Boys
Les U*Boys est un groupe québécois de musique rock. Le groupe est composé de :
- Etienne (voix, guitare)
- Louis (voix, basse)
- Marc-André (voix, batterie)
- Simon (voix, guitare)

Ils ont lancé, en mai 2006, leur premier E.P. studio, l'album "Certifié Double Platine". Leur second E.P., intitulé "Posthu*me", a été lancé en ligne en avril 2008. Il est toujours disponible gratuitement sur le site officiel du groupe.